# هاریداسپور
هاریداسپور (به لاتین: Haridaspur) یک منطقهٔ مسکونی در بنگلادش است.